# Catolechia
Catolechia är ett släkte av lavar. Enligt Catalogue of Life ingår Catolechia i familjen Rhizocarpaceae, ordningen Rhizocarpales, klassen Lecanoromycetes, divisionen sporsäcksvampar och riket svampar, men enligt Dyntaxa är tillhörigheten istället familjen Rhizocarpaceae, klassen Lecanoromycetes, divisionen sporsäcksvampar och riket svampar.
|            | Rhizocarpon                               |
|            |                                           |
|            | Epilichen                                 |
|            |                                           |
|            | Poeltinula                                |
|            |                                           |
| Catolechia | \| \| Catolechia wahlenbergii \| \| \| \| |
|            | \| \| Catolechia wahlenbergii \| \| \| \| |
|            | Catolechia wahlenbergii                   |
|            |                                           |

|  | Catolechia wahlenbergii |
|  |                         |